# 金鍾泌
金鍾泌（：／ Kim Jong-Pil，1926年1月7日—2018年6月23日），忠清南道扶余郡人，號雲庭，簡稱JP，本貫金海金氏，曾用日本名金村俊英（かねむら しゅんえい），是韓國政治人物、陸軍退役准將、中央情報部創始成員之一，曾兩次出任国务总理。曾與金泳三、金大中合稱「三金」。

## 简介
金锺泌是韩国前总统朴正熙之兄朴相熙的女婿，1961年参加了由朴正熙领导的5·16軍事政變，1971年－1975年和1998－2000年两次出任国务总理。曾任9届大韩民国国会议员，1961年擔任首任中央情報部長，历任民主共和党总裁、民主自由党代表委员、自由民主聯合总裁。2004年因國會選舉失利，從政界引退。

## 年表
- 1926年1月7日：生于忠清南道扶余郡。
- 1947年：漢城國立大學教育學院畢業。
- 1949年：韓國陸軍官校第8期畢業。
- 1958年：擔任陸軍情報参謀部企劃課長。

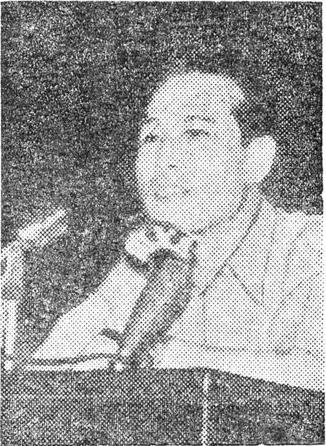
金鍾泌

- 1961年：參與朴正熙主導的5.16軍事政變，後擔任首位中央情報部部長。
- 1962年：與日本外務大臣大平正芳會談。
- 1963年：當選第6屆國會議員，同年就任民主共和党黨魁。
- 1971年：被朴正熙委任為大韩民国国务总理。
- 1975年：代表大韓民國政府到臺灣參加中華民國總統蔣中正的告別式。同年由于与朴正熙的矛盾，且威胁朴正熙地位，在12月18日被迫辞去国务总理职务，但之后仍代表韩国出使国际外交场合。
- 1979年：朴正熙遭到暗殺身亡後，被擁戴接任為民主共和党黨魁。同年全斗煥發動雙十二政變。
- 1980年：準備參選總統時，全斗煥和盧泰愚发动5·17緊急戒嚴，金鍾泌遭到軍方下令軟禁於家中，同年8月全斗煥成為總統，9月被全斗煥政府強迫捐出資產，並宣布退出政壇。
- 1985年：韓國總統全斗煥宣佈取消禁止政治活動的命令。
- 1987年：發表回到政壇的聲明，並創設新民主共和黨（朝鲜语：신민주공화당），競選總統，由於和金大中及金泳三的反對派分薄票源，結果落選，由盧泰愚以微弱多數當選總統。
- 1990年：與盧泰愚的民主正義黨和金泳三的統一民主黨實行「三黨合併（朝鲜语：3당 합당）」，擔任民主自由黨最高委员，其後支持金泳三於1992年競選總統。
- 1992年：因對金泳三當選總統有功，就任民主自由党代表最高委員（黨魁）。
- 1995年：因為黨内世代交替論的緣故脱党，另組自由民主聯合，與反對派金大中的「新政治國民會議」結盟，其後支持金大中於1997年競選總統。
- 1998年：因對金大中當選總統有功，再度委任国务总理，並籌組內閣。
- 2000年：辭去總理一職，擔任韓日議員聯盟會長。
- 2001年：擔任自由民主聯合總裁。
- 2004年：第17屆國會大選，自由民主聯合慘敗，同年4月，金鍾泌發表退出政壇的聲明，象徵以金大中、金泳三和金鍾泌的「三金政治（朝鲜语：삼김시대）」正式落幕。自由民主聯合之後併入大國家黨。
- 2018年6月23日：上午8时15分许，金鍾泌在家中逝世，享耆壽92岁。

## 轶闻
1962年時任韓國中央情報部長的金鐘泌受到時任最高會議議長朴正熙密令，前往日本談判韓日協定。在與日本外務大臣大平正芳協商財產請求時，對大平說：「既然今天我們見面了，那麼你就當日本的小村壽太郎，而我就當李完用吧。」小村壽太郎曾於日俄戰爭後簽《朴次茅斯條約》，引起日本國內罵名；而李完用身为朝鲜王朝的政治人物，不但亲日，而且积极推动日韩并合，因此被朝鲜与韩国视为头号亲日派卖国贼。金鐘泌的意思是與大平正芳都承擔各自母國人民責罵的風險尋求合作。:72—74